# والتر كابريلي
والتر كابريلي (بالإسبانية: Walter Caprile)‏ هو لاعب كرة قدم أوروغواياني في مركز الوسط، ولد في 25 يوليو 1973 في كانلونيس في الأوروغواي. لعب مع بيلا فيستا وجوفينتود وريال إسبانيا ونادي راسينغ مونتيفيديو ونادي ليفربول.